# Luis José Sequeira
 Luis José Sequeira Guerrero (Grecia, 11 de mayo de 1994) es un futbolista costarricense. Se desempeña como defensa y juega para el Municipal Grecia de la Primera División de Costa Rica.

## Trayectoria
Luis Sequeira es formado en las divisiones menores de Liga Deportiva Alajuelense su debut lo hace en el 2014 jugando tres partidos y marcando un gol.
Asociación Deportiva Carmelita
En el 2016 Liga Deportiva Alajuelense manda a préstamo a Luis Sequeira a la Asociación Deportiva Carmelita para un torneo más tarde volver a las riendas rojinegras.

## Estilo de juego
Defensor de perfil derecho. Destacan su potencia física, velocidad para salir jugando, dominio de balón.

## Clubes
| Club                                    | País       | Año               |
| --------------------------------------- | ---------- | ----------------- |
| Liga Deportiva Alajuelense              | Costa Rica | 2014 - 2016       |
| Asociación Deportiva Carmelita (cedido) | Costa Rica | 2016              |
| Liga Deportiva Alajuelense              | Costa Rica | 2016 - 2020       |
| Municipal Grecia                        | Costa Rica | 2020 - Actualidad |

## Estadísticas
Liga Deportiva Alajuelense Costa Rica
| Club                                               | Temporada           | Liga  | Liga  | Copa Nacional | Copa Nacional | Copa Internacional | Copa Internacional | Total | Total |
| Club                                               | Temporada           | Part. | Goles | Part.         | Goles         | Part.              | Goles              | Part. | Goles |
| -------------------------------------------------- | ------------------- | ----- | ----- | ------------- | ------------- | ------------------ | ------------------ | ----- | ----- |
| Liga Deportiva Alajuelense (Cedido) Costa Rica     | Invierno 2014       | 3     | 1     | 0             | 0             | 0                  | 0                  | 3     | 1     |
| Liga Deportiva Alajuelense (Cedido) Costa Rica     | Verano 2015         | 1     | 0     | 0             | 0             | 0                  | 0                  | 1     | 0     |
|                                                    | Invierno 2015       | 1     | 0     | 0             | 0             | 0                  | 0                  | 1     | 0     |
| Asociación Deportiva Carmelita (Cedido) Costa Rica | Verano 2016         | 8     | 0     | 0             | 0             | 0                  | 0                  | 8     | 0     |
| Invierno 2016                                      | 12                  | 0     | 0     | 0             | ”             | 0                  | 12                 | 0     |       |
| Verano 2017                                        | 18                  | 2     | 0     | 0             | 0             | 0                  | 18                 | 2     |       |
| Apertura 2017                                      | 13                  | 0     | 0     | 0             | 0             | 0                  | 13                 | 0     |       |
| Clausura 2018                                      | 27                  | 0     | 0     | 0             | 0             | 0                  | 27                 | 0     |       |
| Apertura 2018                                      | 8                   | 0     | 0     | 0             | 0             | 0                  | 8                  | 0     |       |
| Clausura 2019                                      | 0                   | 0     | 0     | 0             | 0             | 0                  | 0                  | 0     |       |
| Total en su carrera                                | Total en su carrera | 91    | 3     | 0             | 0             | 0                  | 0                  | 91    | 3     |